# 13370 Júliusbreza
13370 Júliusbreza è un asteroide della fascia principale. Scoperto nel 1998, presenta un'orbita caratterizzata da un semiasse maggiore pari a 2,1919146 UA e da un'eccentricità di 0,1935919, inclinata di 5,68245° rispetto all'eclittica.